# Вилла Мочениго (Марокко)
Вилла Мочениго (итал. Villa Mocenigo) — вилла (загородный дом), незавершённая и снесённая в конце XVIII века постройка, спроектированная выдающимся венецианским архитектором Андреа Палладио. Находилась в Марокко, область Мольяно-Венето, в месте, которое сейчас входит в состав муниципалитета Венеции. Вилла располагалась на западной стороне Терральо, улицы, известной многочисленными зданиями, к югу от нынешней виллы Вольпи.

## История
В XVI веке земля, на которой было построено здание, принадлежала семье Фоскари, которая затем продала её семье Мочениго. Около 1560 года сенатор Леонардо Мочениго поручил Андреа Палладио спроектировать виллу, которая будет построена в его владениях. Архитектор создал оригинальный проект, отличающийся от типичной схемы венецианских вилл, который затем опубликовал во второй из «Четырёх книг об архитектуре».
Проект предусматривал, среди прочего, трёхчастный центральный объём с двойной лоджией в середине, охватывающей два этажа и завершённой треугольным фронтоном. От центрального объёма в обе стороны располагались хозяйственные корпуса. За зданием планировалось разбить парк. На карте местности 1631 года видно, что построено только левое крыло, которое «имело вид скорее крепости, чем дома» (Галиччолли).
В конце XVII века владения перешли к семье Морозини, которая арендовала виллу: в 1740 году её сдал в аренду Джованни Баттиста Маринони. С этого момента здание было предоставлено самому себе и быстро пришло в упадок. 29 июня 1795 года путешественник, укрывшийся на вилле, чтобы переночевать, погиб в результате обрушения перекрытия. Затем здание снесли.